# Jyväskylä–Pieksämäki-banan
| Junction both to and from left |

| Station on track |

| Non-passenger station/depot on track |

| Unknown BSicon "eHST" |

| Non-passenger station/depot on track |

| Unknown BSicon "eHST" |

| Station on track |

| Unknown BSicon "eHST" |

| Station on track |

| Unknown BSicon "eHST" |

| Unknown BSicon "eHST" |

| Non-passenger station/depot on track |

| Unknown BSicon "ABZg+r" |

| Station on track |

| Unknown BSicon "ABZgr" |

| Junction both to and from left |

| Station on track |

| Non-passenger station/depot on track |

| Unknown BSicon "eHST" |

| Non-passenger station/depot on track |

| Unknown BSicon "eHST" |

| Station on track |

| Unknown BSicon "eHST" |

| Station on track |

| Unknown BSicon "eHST" |

| Unknown BSicon "eHST" |

| Non-passenger station/depot on track |

| Unknown BSicon "ABZg+r" |

| Station on track |

| Unknown BSicon "ABZgr" |

Jyväskylä-Pieksämäki-banan är en del av det finländska järnvägsnätet, som går från Jyväskylä till Pieksämäki. Bansträckningen är 79,8 kilometer lång (2006), enkelspårig och helt elektrifierad.